# George Martin Lane

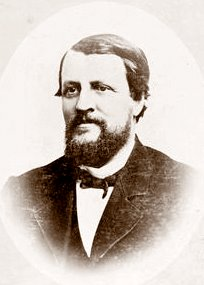
George Martin Lane

George Martin Lane (* 24. Dezember 1823 in Charlestown, Massachusetts; † 30. Juni 1897 in Cambridge, Massachusetts) war ein US-amerikanischer Klassischer Philologe. Er lehrte von 1851 bis 1894 an der Harvard University.

## Leben
George Martin Lane studierte gemeinsam mit Francis James Child (1825–1896) und Charles Eliot Norton (1827–1908) an der Harvard University, wo er 1846 den Bachelorgrad erlangte. Danach arbeitete er ein Jahr lang als Instructor in Latin. Er vertrat seinen akademischen Lehrer Charles Beck (1798–1866), der sich zu Studienzwecken in Deutschland aufhielt. Nach dessen Rückkehr ging Lane 1847 ebenfalls nach Deutschland, um seine Studien zu vertiefen. Er studierte im damals üblichen Drei-Jahres-Kursus (Triennium) Klassische Philologie an den Universitäten zu Bonn und Göttingen und schloss Freundschaft mit dem amerikanischen Philologen Basil Lanneau Gildersleeve. Lane schloss sein Studium in Deutschland 1851 mit der Promotion zum Dr. phil. ab. 1852 wurde er in die American Academy of Arts and Sciences gewählt.
Nach seiner Rückkehr an die Harvard University wurde er zum Nachfolger seines Lehrers Beck ernannt und lehrte seitdem als Professor of Latin. 1869 wurde an der Universität die Pope Professorship of Latin eingerichtet, die Lane bis zu seiner Emeritierung (1894) innehatte. In seiner Zeit in Harvard konzentrierte sich Lane fast ausschließlich auf die akademische Lehre. Anders als sein Kollege Gildersleeve veröffentlichte er nur wenige wissenschaftliche Arbeiten. Er trug jedoch maßgeblich zur Entwicklung der Altertumswissenschaft an seiner Universität bei. Während er zu Beginn seiner Laufbahn nur einen Kollegen seines Faches hatte, waren es bei seinem Eintritt in den Ruhestand schon sieben. Dass Lane überhaupt mit einer Pension in den Ruhestand geschickt wurde, war damals ein ungewöhnlicher Vorgang. Gleichzeitig erhielt er die Ehrendoktorwürde der Universität (LL.D.).
Ein wichtiges Verdienst erwarb Lane im Bereich der Aussprache des Lateinischen. Er ersetzte die anglisierte Aussprache durch eine annähernd klassisch-antike. Seine Wirkung blieb nicht auf Harvard beschränkt: 1871 erschien seine Studie Latin Pronunciation, die in den Vereinigten Staaten weite Verbreitung fand. Lanes größtes Werk, eine lateinische Schulgrammatik, erschien erst 1898 (postum).

## Schriften (Auswahl)
- Smyrnaeorum res gestae et antiquitates. Göttingen 1851 (Dissertation)
- Latin Pronunciation. Cambridge 1871
- Morris Hicky Morgan (Hrsg.): A Latin Grammar for Schools and Colleges. New York 1898. Zahlreiche Nachdrucke